# Geschichte Finnlands

Wappen Finnlands

Die Geschichte Finnlands umfasst die Entwicklungen auf dem Gebiet der Republik Finnland von der Urgeschichte bis zur Gegenwart.
Jäger und Sammler sind ab 8500 v. Chr. nachgewiesen. Danach folgten mehrere Einwanderungswellen, so ab ca. 5000 v. Chr. aus dem Osten die  Träger der mittelneolithischen Kultur mit Kamm-Grübchen-Keramik. Ab dem 2. Jahrtausend wanderten als erste Sprecher einer uralischen Sprachgruppe die Samen ein, die etwa tausend Jahre später von den Finnen nach Norden zurückgedrängt wurden. Auch die finnische Sprache gehört der uralischen Sprachfamilie an, deren Herkunft noch Gegenstand der Forschung ist. Mehrheitlich (zum Beispiel Tambets 2018) wird ihre Herkunft aus Westsibirien angenommen.
Während der Wikingerzeit bestand die finnische Bevölkerung aus vier Gruppen: Finnen, Tavastianer, Karelier und Samen. Die Ålandinseln gehörten damals zu Schweden. Der Kontakt zwischen Schweden und Finnland war bereits in vorchristlicher Zeit beachtlich. Ihre westlichen Nachbarn waren den Finnen sowohl durch Handelsbeziehungen als auch durch Plünderungen bekannt.
Der Beginn von Finnlands fast 700 Jahre andauernder Verbindung mit dem Königreich Schweden wird meist mit dem Jahr 1154 angesetzt, als Schwedens König Erik IX., eskortiert von einer Gruppe bewaffneter Männer, nach Finnland kam und versuchte, dort das Christentum einzuführen. Die schwedische Expansion nach Finnland war beunruhigend für die Republik Nowgorod, die Karelien kontrollierte. Es schlossen sich jahrhundertelange Auseinandersetzungen zwischen beiden Reichen an. Die Grenzfestlegung zwischen Schweden und Nowgorod entstand im Jahre 1323. Ein Krieg zwischen Schweden und Nowgorod in den Jahren 1321 und 1322 hatte zu Verhandlungen in Nöteborg an der Mündung der Neva in die Ladoga geführt. Schweden erhielt West-Karelien und Nowgorod erhielt Ingrien und Ladoga-Karelien (Ost-Karelien). Dabei fielen nordöstliche Teile Finnlands an die Republik Nowgorod. Der übrige Teil blieb weiterhin eine Provinz seines westlichen Nachbarn Schweden.
Während der folgenden Jahrhunderte kam es zu vielen weiteren kriegerischen Auseinandersetzungen zwischen Nowgorod und Schweden. Dadurch bewegte sich während der Schwedischen Herrschaft die finnische Ostgrenze ständig vor und zurück. Insgesamt kam es aber zu einer langsamen schwedischen Expansion, die erst durch den Großen Nordischen Krieg gestoppt wurde. Danach, also von 1700 bis 1808, war Finnland mehrfach ganz oder teilweise von den Russen besetzt, und der südöstliche Teil kam in der ersten Hälfte des 18. Jahrhunderts ganz unter russische Kontrolle. 1809 wurde Finnland an das Kaiserreich Russland angegliedert, konnte jedoch Teile seiner Selbständigkeit als Großfürstentum Finnland bewahren. Im Jahr 1906 war Finnland das erste Land in Europa, in dem das aktive und passive Frauenwahlrecht auf nationaler Ebene eingeführt wurde.
Erst 1917/18 erlangten die Finnen ihre Eigenständigkeit. Zur gleichen Zeit brach der Finnische Bürgerkrieg aus, in dem rote Truppen zwar zunächst die Hauptstadt erobern konnten, schließlich aber der bürgerlichen Seite unterlagen. Nach Ende des Bürgerkrieges wurde 1919 eine parlamentarische Republik gegründet.
In den zwei sowjetisch-finnischen Kriegen zwischen 1939 und 1944, dem Winterkrieg und dem Fortsetzungskrieg (an dem Finnland sich an der Seite des deutschen NS-Regimes während des Zweiten Weltkriegs beteiligte), verlor Finnland einen großen Teil Südkareliens. Es kam zu großen Fluchtwellen, bei denen etwa 350.000 bis 400.000 Menschen aus besetzten und verlorenen Gebieten flohen. Finnland wurde jedoch nicht wie zahlreiche andere Staaten in Europa durch sowjetische Truppen der Roten Armee besetzt.
Nach dem Kriegsende erlebte das Land Wiederaufbau und Wirtschaftswachstum. Zudem verbesserten sich auch die sowjetisch-finnischen Beziehungen. Nach dem Untergang des Warschauer Vertrages nahm Finnland 1992 Beitrittsverhandlungen mit der Europäischen Gemeinschaft auf und wurde am 1. Januar 1995, nach einer Volksabstimmung, Mitglied der Europäischen Union.

## Frühgeschichte

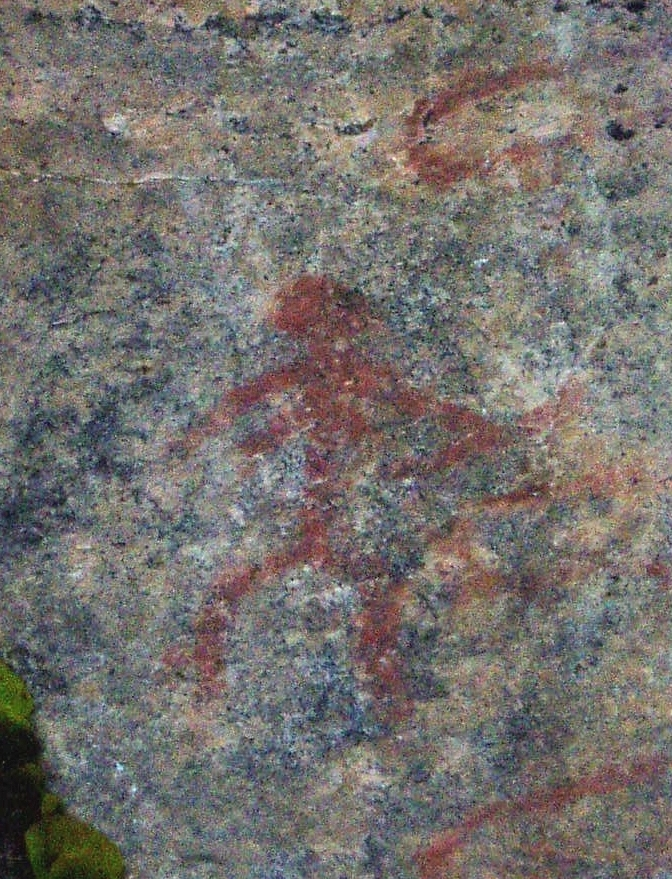
Die Felsbilder von Astuvansalmi in der Gemeinde Ristiina, Beleg für die Besiedlung Finnlands etwa 2000 v. Chr.

Die früheste sicher nachgewiesene Besiedlung auf dem Gebiet des heutigen Finnland stammt aus der Zeit nach Ende der letzten Eiszeit rund 8500 v. Chr. Ursprung und Sprache der mittelsteinzeitlichen, nach der wichtigsten Fundstelle Suomusjärvi-Kultur genannten Kultur in Südfinnland sind ungeklärt. Zur gleichen Zeit lebte in der heutigen Finnmark die wahrscheinlich von Westen eingewanderte Komsa-Kultur, die sich auch in das heutige Nordfinnland ausbreitete. In den folgenden Jahrtausenden führte Zuwanderung neue Kulturen ein. Um 5100 v. Chr. ging die Suomusjärvi-Kultur mit der Erfindung des Tongeschirrs in die jungsteinzeitliche sogenannte Kammkeramikkultur über. Spätestens zu dieser Zeit sprachen die Bewohner Finnlands hauptsächlich frühe finno-ugrische Sprachen.
Um 3200 v. Chr. sickerten aus dem baltischen Raum Vertreter der sogenannten Schnurkeramischen Kultur ein, die eine frühe indogermanische Sprache sprachen und sich allmählich mit der Stammbevölkerung vermischten und deren Sprache annahmen, woraus schließlich die Kiukainen-Kultur als letzte steinzeitliche Kultur in Finnland hervorging. Der sprachliche Einfluss der Zuwanderer der Schnurkeramischen Kultur war mitverantwortlich für die Herausbildung des Unterschiedes zwischen der stammfinnischen Sprache im Küstengebiet und der samischen Sprache im Binnenland.
Die Bevölkerung der Steinzeit bestand aus Jägern und Sammlern, Ackerbau und Viehzucht waren noch unbekannt. Die Bronzezeit begann in Finnland um 1700 v. Chr. und setzte sich bis etwa 500 v. Chr. fort, der Gebrauch von Metallgegenständen setzte sich in dieser Zeit jedoch erst allmählich, von der Südwestküste ausgehend, durch. Besonders an der Küste begann in dieser Zeit die Ausübung von Ackerbau und Viehzucht, während im Norden und Osten die Jägerkulturen fortbestanden. Aus der folgenden vorrömischen Eisenzeit bis etwa zum Beginn unserer Zeitrechnung liegen wegen der geringen Zahl von Funden nur vereinzelte Erkenntnisse vor. Finnland ist in dieser Zeit aber durchgehend besiedelt gewesen, und finno-ugrische Elemente bildeten den Kern der Bevölkerung. Während der Eisenzeit breitete sich die Besiedlung von den Regionen im Südwesten, der Region Häme und der Region Ladoga-Kareliens nach Norden aus. Die ansässige Urbevölkerung der Samen wurde nordwärts verdrängt oder vermengte sich mit den Zuwanderern.
Von 100 v. Chr. an nahm der Handel mit Mitteleuropa zu. Es wurden viele römische Gegenstände aus dieser Zeit gefunden. Während der Zeit der Völkerwanderung erwarben die finnischen Küstenregionen Wohlstand durch den belebten Ostseehandel, der sich in der Zeit der Wikinger ab dem 8. Jahrhundert weiter verstärkte. Um die Jahrtausendwende verdichteten sich über den Osthandel die Beziehungen Ostfinnlands zu Nowgorod. Mit den Handelsverbindungen kam die Bevölkerung Finnlands auch in Kontakt mit dem christlichen Glauben, im Westen mit dem römisch-katholischen, im Osten mit dem orthodoxen.
Die Wurzeln der finnischen Bevölkerung waren Gegenstand wiederholter Kontroversen und können bis heute nicht als geklärt gelten. Einige Forscher halten das westliche Sibirien für die „Urheimat“. Neuere Forschung unter Einbeziehung von bisher als unbedeutend geltenden Erkenntnissen führte zu der Ansicht, dass die Vorfahren der Finnen vor Jahrtausenden in mehreren Wellen aus verschiedenen Richtungen einwanderten, eine Jagd- und Ackerbaukultur einführten und die jagenden und sammelnden Samen nach Norden verdrängten oder sich mit ihnen verschmolzen.

## Ein Teil Schwedens

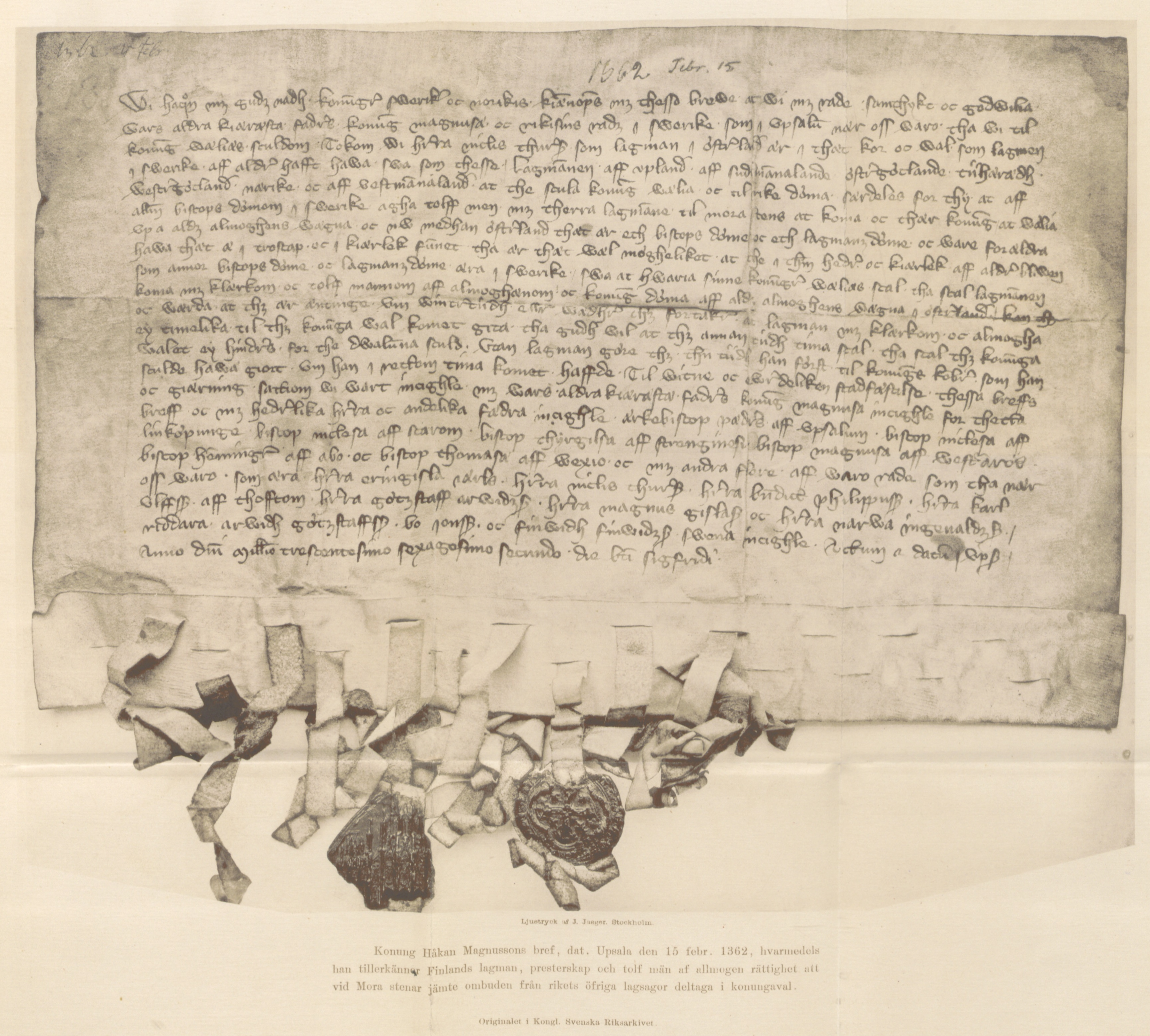
Brief König Magnus II. an die Finnen (Uppsala, 15. Februar 1362)

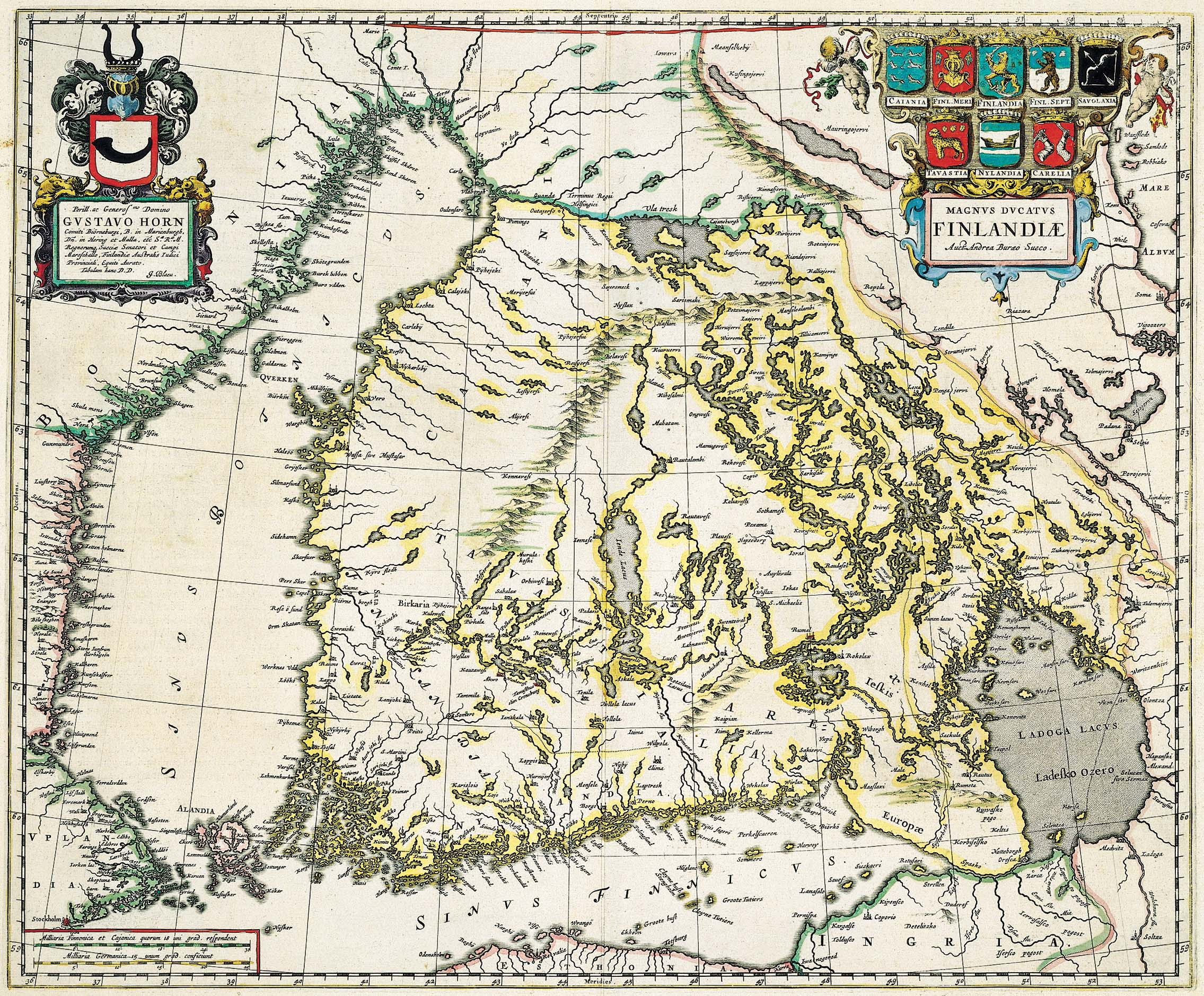
Großherzogtum Finnland, Atlas Maior, Magnvs Dvcatvs Finlandiæ (Karte von 1662)

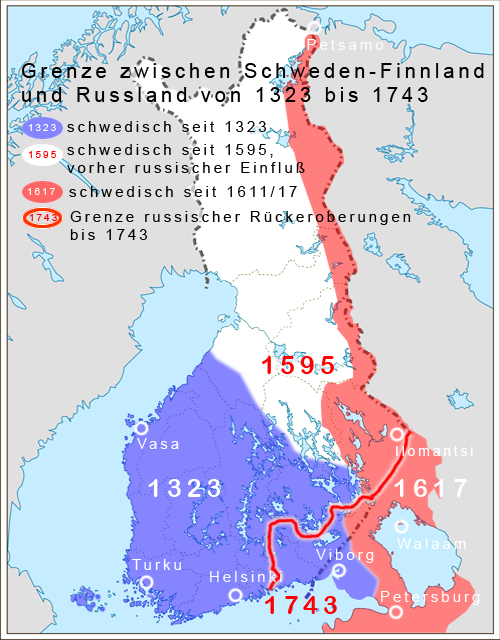
Grenze zwischen Schweden-Finnland und Russland 1323–1743

Die Kontakte zwischen Schweden und Finnland waren bereits in vorchristlicher Zeit beachtlich – die Skandinavier waren den Finnen sowohl durch Handelsbeziehungen als auch durch Plünderungen bekannt.
Der Legende nach führte Schwedens König Erik IX. 1155 eine Expedition nach Finnland, um das Christentum zu verbreiten. Begleitet wurde er vom Bischof Heinrich von Uppsala, der nach der Rückkehr des Königs in Finnland verblieb, um die Herrschaft der neu gewonnenen Gebiete zu festigen. Der Bischof wurde von einem einheimischen Bauern namens Lalli ermordet. Dieses Märtyrertum bildete den Gründungsmythos der Kirche in Finnland.
Moderne Historiker ziehen diese Theorie in Zweifel. Es gibt archäologische Beweise, die zeigen, dass das Christentum sich bereits im 11. Jahrhundert in Finnland ausbreitete, also bevor die Schweden ihren Feldzug begannen. Zur gleichen Zeit verbreitete sich der orthodoxe Glaube in Karelien, diesmal von Nowgorod aus.
Tavastien wurde am Anfang des 13. Jahrhunderts zum Christentum bekehrt. Birger Jarl unternahm 1249 einen Feldzug, möglicherweise um einen Aufstand niederzuwerfen und die Tavastianer davon abzuhalten, ins Heidentum zurückzufallen. Für Nowgorod, das Karelien kontrollierte, war die schwedische Expansion beunruhigend.
Savonien und Karelien nahmen Ende des 13. Jahrhunderts das Christentum an, etwa zur gleichen Zeit, als Torgils Knutsson 1293 hier einen Feldzug durchführte. Während dieser Zeit bauten die Schweden eine Befestigung, die spätere Burg Wiburg. Eine Armee Nowgorods griff Wiburg im Frühjahr 1294 erfolglos an. Der schwedische Gegenstoß im Sommer führte zur Eroberung der Nowgoroder Festung Kexholm, die aber im nächsten Frühjahr zurückerobert wurde.
Der nächste Krieg zwischen Schweden und Nowgorod 1321/1322 führte zu Verhandlungen in Nöteborg am Ausfluss der Newa aus dem Ladogasee. Im Vertrag von Nöteborg wurden erstmals die Grenzen zwischen Schweden und Nowgorod festgelegt. Schweden erhielt West-Karelien, Nowgorod Ingermanland und Ladoga-Karelien (Ost-Karelien). 1337 brach in Ost-Karelien ein Aufstand gegen die Nowgoroder Herrschaft aus. Im nächsten Jahr sandte Schweden Truppen nach Ladoga-Karelien. In Ingermanland wurde eine schwedische Armee geschlagen, und der Krieg endete mit einem Frieden, der den Vertrag von 1323 bestätigte.
1347 bereitete der schwedische König Magnus II. einen Krieg gegen Nowgorod vor, wahrscheinlich als Reaktion auf Überfälle im Vorjahr. Der Krieg wurde vom Klerus und der (späteren) Heiligen Birgitta unterstützt. Im nächsten Jahr landete eine schwedische Streitmacht an der Newa, schlug die Nowgoroder und rückte weiter nach Nöteborg vor, das belagert und erobert wurde. Danach kehrte der König nach Schweden zurück. Ein Entsatzheer aus Nowgorod mit neuen russischen Truppen kam zu spät und konnte der belagerten Festung nicht mehr helfen. 1349 wurde die schwedische Garnison jedoch ausgehungert. In diesem Jahr führte Magnus einen weiteren Angriff gegen Nöteborg, der jedoch fehlschlug. Im Jahr 1350 zog Nowgorod gegen Wiburg und erreichte am 21. März die Stadt. Sie wurde niedergebrannt und das umgebende Land verwüstet, aber die Burg konnte nicht erobert werden.
1362 gestattete König Magnus II. den Finnen mit einer Delegation von 13 Männern gleichberechtigt an der Königswahl in Uppsala teilnehmen zu dürfen, ein Zeichen für die gewachsene Bedeutung dieses Reichsteiles. 1388 wählte Schweden Margarethe I. von Dänemark zur Regentin, 1397 wurde die Kalmarer Union begründet. Während dieser Zeit fanden einige Angriffe von Schwedisch-Karelien nach Ingermanland und Ladoga-Karelien statt.
Als Bo Jonsson Grip, einer der reichsten Männer Schwedens, der Turku als Lehen erhalten hatte und weitere Besitztümer in Finnland besaß, 1386 starb, hinterließ er alles seinem Sohn Knut. Als Teil des Vertrages, der die Union bildete, waren diese Besitztümer an die Krone verloren worden. Als Knut älter wurde, reiste er 1395 nach Finnland und schaffte es, seinen Besitz zurückzuerhalten. Daraufhin sandte Margarethe I. eine Armee nach Turku. Die Stadt fiel 1398.
Im Jahre 1411 flammten die Feindseligkeiten mit Nowgorod wieder auf. Bis dahin war Schweden in andere Kriege verwickelt gewesen, und Nowgorod hatte sich auf den Deutschen Orden konzentriert. Auf einen schwedischen Überfall auf Tiurula in der Nähe der Grenze folgte ein Angriff Nowgorods auf Wiburg. Außerdem werden in den Chroniken noch eine Reihe kleinerer Überfälle gegen Oulu 1415 und weitere Dörfer in Nordfinnland 1431 erwähnt.
1488 wird mit dem Missale Aboense das erste Buch Finnlands bei Bartholomäus Ghotan in Lübeck im Auftrage des Bischofs von Turku Konrad Bitz als Messbuch gedruckt.
In den anschließenden Jahrhunderten spielte der östliche Teil des schwedischen Machtbereichs (das heutige Finnland) im politischen Geschehen Schwedens eine wichtige Rolle. Finnische Soldaten machten den größten Teil der schwedischen Armeen aus. Die Finnen stellten auch einen Großteil der ersten „schwedischen“ Siedler im Amerika des 17. Jahrhunderts (Neuschweden). In den ersten Jahrhunderten der schwedischen Herrschaft wurden außerdem erfolgreich Handelsbeziehungen zu Mitgliedsstädten der Hanse aufgebaut, was zu engerem Kontakt Finnlands mit Resteuropa führte, sowohl materiell als auch geistig.
Während der schwedischen Herrschaft bewegte sich Finnlands Ostgrenze im Verlauf vieler Kriege ständig vor und zurück. Insgesamt kam es aber zu einer langsamen Expansion, die erst durch den Großen Nordischen Krieg gestoppt wurde. Danach, also im Zeitraum 1700–1808, war Finnland mehrfach ganz oder teilweise von Russland besetzt, und der südöstliche Teil kam in der ersten Hälfte des 18. Jahrhunderts ganz unter russische Kontrolle. Er wurde in der Folge als „Altfinnland“ bezeichnet.
Die russische Herrschaft begann zunächst im Großen Nordischen Krieg, als die finnischen Resttruppen bei der Siedlung Napue (heute Gemeinde Isokyrö) in der Schlacht bei Storkyro fast vollständig vernichtet wurden. Es folgte in Finnland die Zeit des Großen Unfriedens. Im Frieden von Nystad wurde der größte Teil Finnlands an Schweden zurückgegeben, nur Wyborg verblieb beim russischen Reich. 1741 brach ein neuer Krieg mit Russland aus, der unglücklich für Schweden verlief. Im anschließenden Frieden von Åbo 1743 musste erneut ein Teil Finnlands an Russland abgetreten werden.

## Finnischer Krieg und Ablösung von Schweden
Im Zuge der napoleonischen Koalitionskriege verbündete sich Russland unter Zar Alexander I. am 7. Juli 1807 im Frieden von Tilsit mit Frankreich gegen Großbritannien und das mit diesem verbündete Schweden. Am 21. Februar 1808 griff Russland Schweden an und brach damit den Finnischen Krieg vom Zaun, der schnell zu einer erneuten Besetzung Finnlands führte. 1809 schlossen die beiden Mächte den Vertrag von Fredrikshamn; mit ihm trat Schweden weite Gebiete an Russland ab. Zu diesen Gebieten gehörten neben Kernfinnland (dem südlichen Teil des heutigen Finnland) auch die Ålandinseln sowie Teile von Lappland und Västerbotten.

## Autonomes Großfürstentum des russischen Zaren
Die Ablösung Finnlands von Schweden führte zur Entstehung des autonomen Großfürstentums Finnland, in welchem sich das eigenständige Nationalbewusstsein Finnlands ebenso wie das eigenständige politische Leben des Landes zu entwickeln begann.

### Entstehung und Verfassung des Großfürstentums

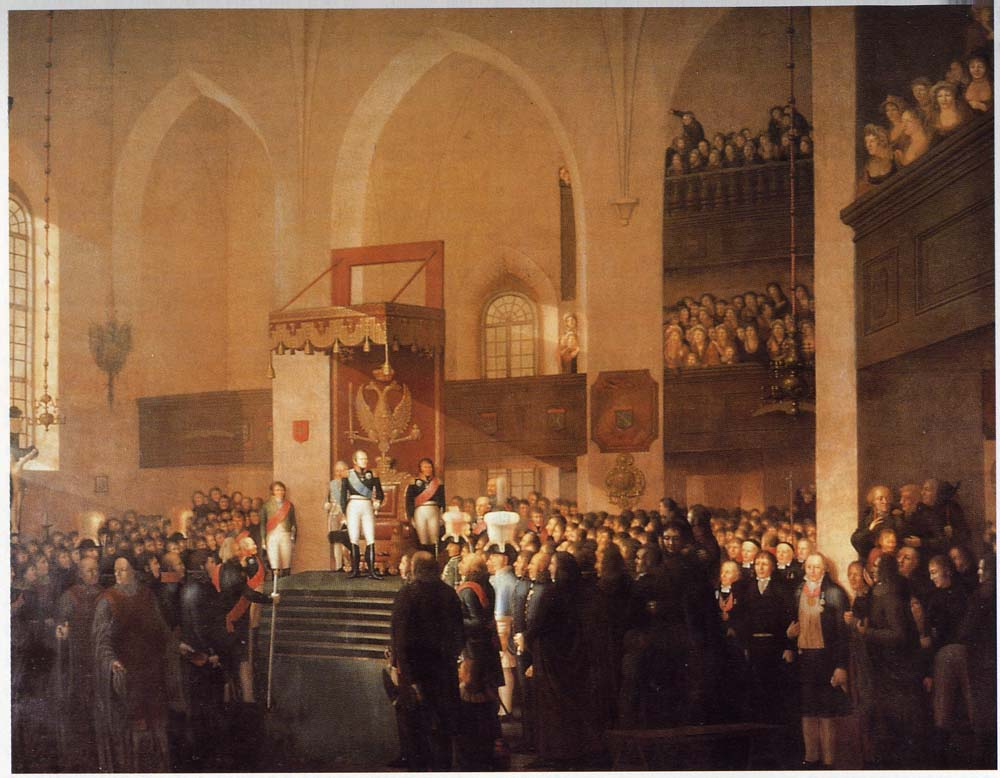
Die Eröffnung des Landtages zu Porvoo durch Zar Alexander I. in der zeitgenössischen Darstellung durch Emanuel Thelning

Bereits nach der Besetzung Finnlands im März 1808 hatte Zar Alexander den Regierungen Europas verkündet, dass Finnland für immer an das russische Reich angeschlossen worden sei. In einem Manifest vom 17. Juni 1808 bekräftigte er den Anschluss Finnlands an Russland, versprach aber, die alten Gesetze des Landes und die Vorrechte der Stände aufrechtzuerhalten. Unter Beachtung der nach der schwedischen Verfassung vorgesehenen Prozeduren wurden 1809 die Vertreter der finnischen Stände zum Landtag von Porvoo einberufen.
Die Ständeversammlung trat am 25. März 1809 in Porvoo zusammen, noch bevor der Finnische Krieg durch den Frieden von Fredriksham beendet wurde. Am folgenden Tag legte der Zar einen Throneid ab, in welchem er die Fortgeltung der Verfassung, der Standesrechte sowie der Religion zusicherte. Die abgetretenen Gebiete bildeten gemeinsam das neu entstandene Großfürstentum Finnland. Die finnischen Gebiete, die Schweden bereits 1721 und 1743 an Russland verloren hatte, wurden Anfang 1812 an das Großfürstentum angeschlossen. Seine so entstandenen Grenzen behielt Finnland bis zu seiner Unabhängigkeit im Jahr 1917. Der russische Zar war als Großfürst von Finnland zugleich das Staatsoberhaupt des autonomen Großfürstentums. Als der neue Zar Nikolaus I. 1825 den Thron bestieg, erkannte er den Sonderstatus Finnlands an und leistete den gleichen Throneid wie sein Vorgänger, was zur Tradition für alle seine Nachfolger werden sollte.
Die Verwaltung Finnlands wurde einem Senat (bis 1816 Verwaltungskonzil genannt) übertragen, dessen Mitglieder Finnen waren. Der Senat bestand aus zwei Abteilungen, der Wirtschafts- und der Rechtsabteilung. Die Rechtsabteilung fungierte als oberstes Gericht des Landes, während die Wirtschaftsabteilung als oberstes Verwaltungsorgan die Regierung Finnlands darstellte. Der höchstrangige Vertreter des Zaren und Träger der administrativen Gewalt in Finnland war der Generalgouverneur, der formal auch den Vorsitz im Senat führte, wenn er auch dessen Verhandlungen in der Regel nicht beiwohnte. Sitz des Senats war zunächst das alte Verwaltungszentrum Turku, er wurde aber 1819 nach Helsinki verlegt. Nachdem 1827 ein verheerender Brand die Stadt Turku weitgehend zerstört hatte, zog auch die Universität nach Helsinki, das nun der geistige Mittelpunkt des Landes wurde. Offizielle Verwaltungssprache wurde, bzw. blieb das Schwedische, in dem die Gesetze des Landes verfasst wurden.
Nach der aus der schwedischen Zeit übernommenen Verfassung waren wichtige Gesetzgebungsvorhaben nur unter Mitwirkung der im Reichstag versammelten Stände möglich. Es stand im Ermessen des Monarchen, den Reichstag einzuberufen. Nach dem Landtag von Porvoo verzichteten sowohl Alexander I. als auch sein von 1825 bis 1855 regierender Nachfolger Nikolaus I. während ihrer gesamten Regierungszeit auf eine Einberufung. Das politische Leben Finnlands stand in dieser Periode entsprechend weitgehend still. Die Tätigkeit des Senats beschränkte sich auf die reine Verwaltung, und notwendige Anordnungen wurden vom Zaren im Verordnungswege getroffen.

### Erwachen des Nationalbewusstseins

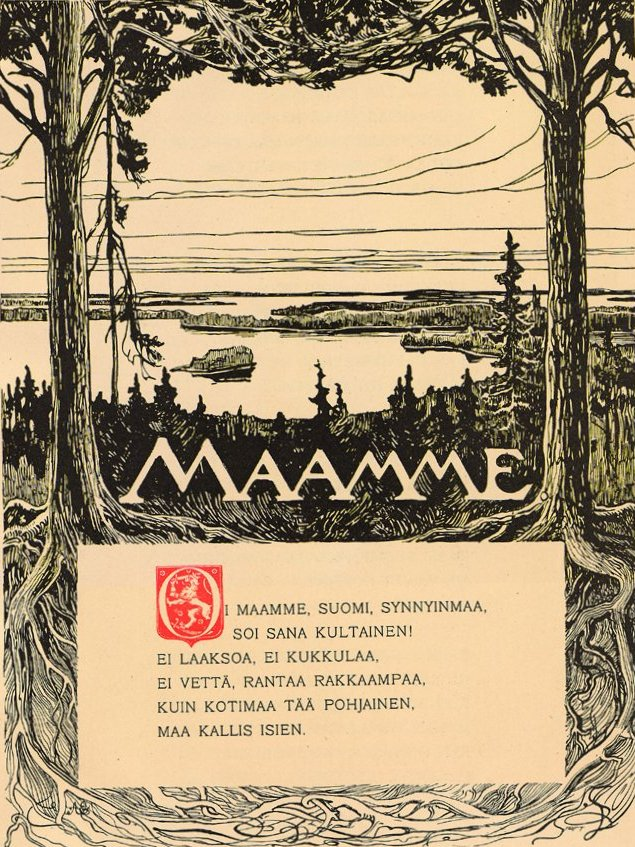
Das Gedicht Vårt land, finnisch Maamme, von J. L. Runeberg, hier in einem Druck von 1898 (wurde 1848 zur Nationalhymne Finnlands)

In der ersten Hälfte des 19. Jahrhunderts entwickelte sich allmählich ein finnisches Nationalbewusstsein. Den Anstoß für diese Entwicklung gaben in erster Linie akademische Kreise an der Universität, beeinflusst von dem gesamteuropäischen Vordringen nationaler Gedanken und geleitet von dem Ziel, die Stellung Finnlands im Zarenreich durch die Stärkung der eigenen Identität zu sichern. Zu den Vorreitern der politischen Aktivitäten gehörte Adolf Ivar Arwidsson. Seine ab 1820 vehement vorgetragenen Forderungen nach der Herausbildung einer finnischen Staatsidentität und nach größeren bürgerlichen Freiheiten führten 1823 zu seiner Entlassung aus dem Amt des Dozenten. Arwidsson emigrierte nach Stockholm, wo sich im Laufe der Zeit ein Kreis von emigrierten, in der Regel äußerst russlandskeptisch eingestellten Finnen sammelte.
Durch Arwidsson beeinflusst war eine Generation von Akademikern, die ab den 1830er Jahren entscheidend zur Bildung der finnischen kulturellen und staatlichen Identität beitrugen. Johan Vilhelm Snellman begründete aus staatsphilosophischer Sicht die Notwendigkeit für Finnland, sich durch die Entwicklung der eigenen Sprache und Kultur einen Platz in der Mitte der Völker zu erwerben. Als Zeitungsmacher und Volksschulrektor leistete er zu diesem Ziel auch vielfache praktische Beiträge. Elias Lönnrot trug auf ausgedehnten Reisen die überlieferte finnische Volksdichtung zusammen. Das aus diesen Sammlungen entstandene Nationalepos  Kalevala legte 1835 den Grundstein für eine finnische Literatur. Johan Ludvig Runeberg verfasste als Dichter zahlreiche bedeutende Werke, die sich mit der finnischen Geschichte oder dem ländlichen Leben in Finnland beschäftigten und so Finnland zum Gegenstand zeitgenössischer Literatur machten. Ein Gedicht aus seinem bekanntesten Werk Fähnrich Stahl, Vårt land („Unser Land“), wurde ab 1848 als finnische Nationalhymne verwendet.
Die zentrale Rolle in dieser Entwicklung nahm das Bestreben nach der Entwicklung und Förderung der finnischen Sprache als Verkörperung der nationalen Identität ein. Als Erbe der schwedischen Zeit war das Schwedische die einzige Verwaltungs- und Kultursprache in Finnland, während die vom überwiegenden Teil der Bevölkerung gesprochene finnische Sprache keinen offiziellen Status hatte und als Schriftsprache praktisch inexistent war. Die insbesondere von Snellman verkörperte Strömung zur Fortentwicklung des Finnischen zu einer vollwertigen Kultursprache, deren Vertreter sich Fennomanen nannten, formierte sich in den Sechzigerjahren als politische Bewegung zur Finnischen Partei. Das angestrebte Verhältnis zwischen der finnischen und der schwedischen Sprache wurde bald Gegenstand politischen Streits, und die Verteidiger der schwedischen Sprache bildeten bald die Schwedische Partei. 1863 verkündete Zar Alexander II. in einem Manifest, dass künftig Finnisch zweite Verwaltungssprache neben dem Schwedischen werden sollte. Die Umsetzung dieses Manifests erstreckte sich über zwei Jahrzehnte. Schwedisch blieb jedoch bis in über die Jahrhundertwende 1900 hinweg die im kulturellen Bereich dominierende Sprache. Der Sprachenstreit blieb bis in die Zeit der Unabhängigkeit hinein eines der bestimmenden politischen Themen Finnlands.

### Der Krimkrieg in Finnland

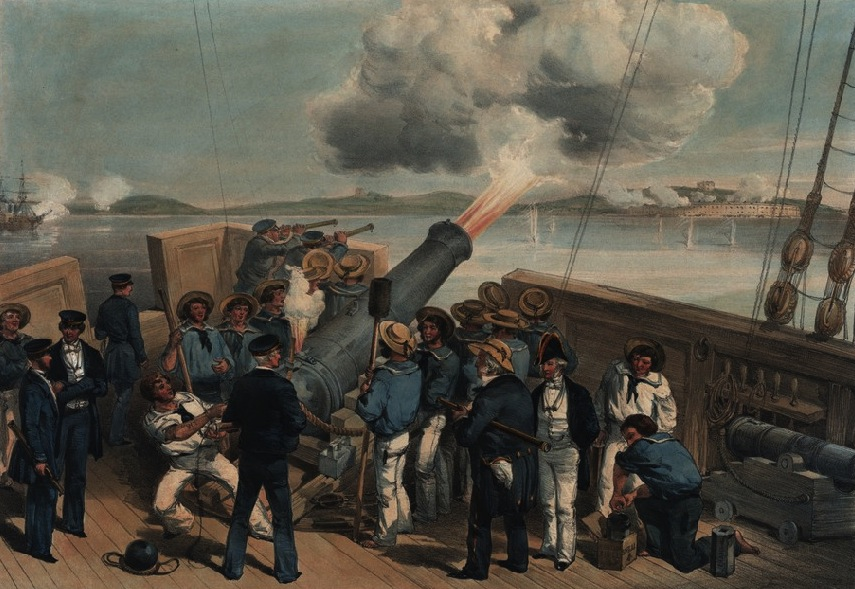
Bombardierung der Festung Bomarsund 1854

Während des Krimkrieges wurden die finnischen Gewässer und Küsten zum Kriegsschauplatz. Nach Eintritt der Westmächte in den Krieg segelte die Flotte Großbritanniens im März 1854 in die Ostsee mit dem Befehl, alle dem russischen Zaren unterstehenden oder sich auf seinem Gebiet befindlichen Schiffe zu kapern. Finnland verlor in der Folge nahezu seine gesamte Handelsflotte. Im Frühjahr 1854 griff die britische Flotte verschiedene Orte an der Küste an und verursachte große Schäden. Am 7. Juni unternahm sie einen Landungsversuch in Kokkola. Der Angriff wurde jedoch durch Bewohner des Ortes, die zu den Waffen gegriffen hatten, zurückgeschlagen. Am 8. August landeten französische Truppen auf Åland, und nach achttägiger Belagerung und Bombardierung ergab sich die Besatzung der Festung Bomarsund den Angreifern. Die Festung wurde vollständig zerstört. Nach dem Krieg wurde die Demilitarisierung Ålands vereinbart.
Im Sommer 1855 erschienen die Briten und Franzosen erneut an der finnischen Küste. Im Juni zerstörten sie die Festung Fort Slava vor Kotka, im Juli Svartholma vor Loviisa. Bei letzterem Angriff verbrannte auch die Stadt zum größten Teil. Mehrere andere Küstenstädte wurden bombardiert. Ab dem 9. August beschossen die Angreifer 46 Stunden lang die Festung Sveaborg vor Helsinki, die dabei schwer beschädigt, aber nicht eingenommen wurde. Die Hauptstadt selbst blieb von dem Beschuss verschont. Aus finnischer Sicht blieb dies die letzte Kriegshandlung.
In der finnischen öffentlichen Meinung wurden die Angriffe verurteilt und sie stärkten die Loyalität und Kooperation mit dem Zarenreich, wobei in der Elite weiterhin ein möglicher Anschluss an Schweden oder eine Neutralität im Krieg diskutiert wurden.
Die Verteidigung Finnlands während des Krimkrieges lag in erster Linie in der Hand russischer Truppen, deren Stärke in dieser Zeit etwa 70.000 Soldaten betrug. Die nach dem alten schwedischen Einteilungswerk rekrutierten finnischen Einheiten brachten neun Bataillone mit einer Gesamtstärke von bis zu 10.711 Mann auf. Da sich dieses System als ineffektiv erwiesen hatte, wurden die finnischen Bataillone nach dem Krieg aufgelöst.

### Öffnungsperiode unter Alexander II.
Die Thronbesteigung Alexanders II. im Jahr 1855 leitete eine Periode der wirtschaftlichen und politischen Reformen ein. Viele der gesetzlichen Beschränkungen der gewerblichen Tätigkeit wurden aufgehoben. Die Freigabe des Betriebs von Sägewerken 1859 zog die Gründung zahlreicher Dampfsägewerke nach sich, welche das Zugpferd der beginnenden finnischen Industrialisierung bildeten. Diese schritt allerdings nach europäischem Maßstab langsam voran. Noch nach dem Zweiten Weltkrieg war der überwiegende Teil der Bevölkerung in der Landwirtschaft beschäftigt.
Finnland erhielt unter Alexander eine Autonomie auch in Geldfragen. 1860 wurde die Finnische Mark als an den Rubel gekoppelte eigene finnische Währung in Gebrauch genommen. Ab 1865 war die unter der Kontrolle der Bank Finnlands stehende Silbermark das einzige gesetzliche Zahlungsmittel in Finnland. Für die Durchführung der zahlreichen Reformen sah Alexander auch die Beteiligung der finnischen Stände als notwendig an und berief 1863 erstmals seit 1809 den Reichstag wieder ein. Dies löste in Finnland große Begeisterung aus und trug Alexander die Verehrung weiter finnischer Kreise ein. Der Reichstag tagte in der Folge regelmäßig im Abstand von fünf, ab 1882 von drei Jahren.
Nach der Wiederbelebung des Reichstagswesens hielt die Politik Einzug in das allgemeine Gesellschaftsleben. Die politischen Lager formierten sich in erster Linie anhand der sprachlichen Gegensätze. Die Finnische Partei stand für die Erhebung der finnischen Sprache zur Amtssprache, für die Durchführung von wirtschaftlichen und sozialen Reformen, aber auch für unbedingte Loyalität zum russischen Monarchen. Die Schwedische Partei verteidigte die Stellung der schwedischen Sprache und neigte zum gesellschaftlichen Konservativismus. Im ständischen Reichstag vertrat die Finnische Partei durchgehend den Bauernstand und den Klerus, während die Schweden die Mehrheit in Adel und Bürgertum hielten. Zahlreiche Vorstöße zu einer Erweiterung des Stimmrechts im Bürgertum scheiterten an der Sorge der Schwedischen Partei, dass die herrschende Machtbalance durch die Stimmberechtigung der finnischsprachigen Stadtbevölkerung kippen würde.

### Verfassungsstreit und erste Russifizierungsperiode

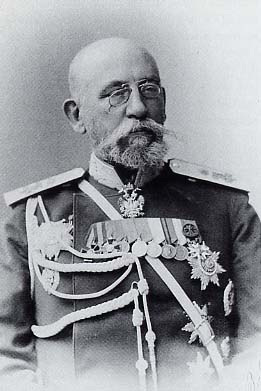
Generalgouverneur Bobrikow als Symbolfigur der ersten Russifizierungsperiode (1904 in Helsinki ermordet)

Die genauen Auswirkungen der Zusicherungen Alexanders I. in Porvoo 1809 auf die Rechtsstellung Finnlands waren nur unscharf umrissen. In finnischen akademischen Kreisen setzte sich bald die Auffassung durch, dass die Verfassung Finnlands auf der schwedischen Verfassung von 1772 und 1789 beruhte. Der finnische Sonderstatus wurde von der russischen Öffentlichkeit mit Skepsis betrachtet. Nach dem Tod Alexanders II. im Jahr 1882 begann sich die öffentliche Diskussion zuzuspitzen. In der russischen Presse wurden immer heftigere Angriffe auf den finnischen Sonderstatus vorgetragen, während in der finnischen Öffentlichkeit Finnland als aus eigenem Recht autonomer Staat dargestellt wurde, den mit Russland nur die Person des Monarchen verbindet.
Der neue Zar Alexander III. zeigte zunächst wenig Neigung, von der Finnlandpolitik seines Vaters abzuweichen, wollte aber in praktischen Fragen eine Vereinheitlichung herbeiführen. Besondere Symbolkraft erlangte 1890 die Frage der Vereinheitlichung des Postwesens, welche der Zar gegen den verfassungsrechtlichen Protest des finnischen Senats im Verordnungswege durchsetzte. Nach der Thronbesteigung von Nikolaus II. 1894 verstärkte Russland die Bemühungen zur Vereinheitlichung der Verwaltung. 1898 wurde mit Nikolai Bobrikow ein Verfechter der entschlossenen Annäherung Finnlands an Russland zum Generalgouverneur Finnlands ernannt.
Am 15. Februar 1899 erließ der Zar im Verordnungswege das sogenannte Februarmanifest, durch welches die finnische Autonomie in Fragen, die auch das Interesse des Gesamtreiches betrafen, deutlich eingeschränkt wurde. In Finnland formierte sich sofort massiver Widerstand. Rund ein fünftel der Bevölkerung unterzeichnete eine große Petition mit 522.000 Unterschriften gegen den Eingriff in die verfassungsmäßigen Rechte Finnlands an den Zaren. Dieser lehnte es jedoch ab die Petition entgegenzunehmen.
Die nächste Zuspitzung des Konfliktes wurde 1900 durch ein Manifest, welches Russisch als Sprache der höheren Verwaltung durchsetzen sollte und durch das 1901 vom Zaren gegen den Widerstand der finnischen Autonomieorgane erlassene Wehrpflichtgesetz eingeleitet. Das Gesetz schaffte die gesonderten finnischen Streitkräfte ab und unterwarf die Bürger Finnlands der Wehrpflicht in der Armee des Russischen Reiches. Die finnischen Konstitutionalisten organisierten passiven Widerstand, und 1902 leistete ein Großteil der Wehrpflichtigen der Einberufung nicht Folge.
Die Umsetzung des Wehrpflichtgesetzes wurde 1905 ausgesetzt. Inzwischen hatte jedoch Generalgouverneur Bobrikow, dem 1903 durch die sogenannte Diktaturverordnung weitgehende Herrschaftsrechte eingeräumt worden waren, zahlreiche Repressionsmaßnahmen ergriffen. Die Repressionen führten ihrerseits zu einer Radikalisierung mancher Konstitutionalisten, die vom passiven Widerstand zum Aktivismus übergingen. Auf dem Höhepunkt des Konflikts wurde Bobrikow am 16. Juni 1904 im Senatshaus von Eugen Schauman erschossen.

### Parlamentsreform, zweite Russifizierungsperiode und Erster Weltkrieg

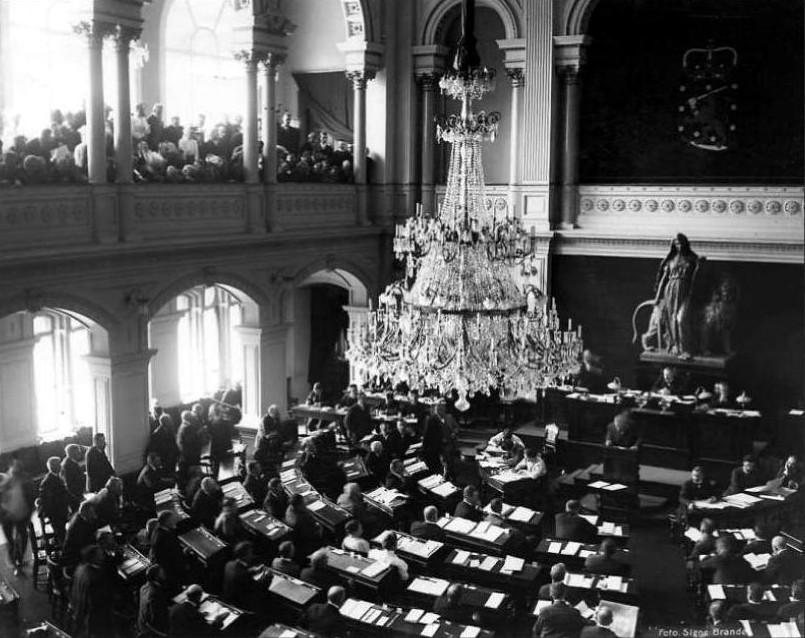
Die erste Sitzung des neuen Einkammerparlaments am 22. Mai 1907 im Gebäude der Freiwilligen Feuerwehr

Das Jahr 1905 war von den Unruhen der Russischen Revolution geprägt, die sich auch in Finnland auswirkten. Inzwischen hatte sich die 1899 gegründete Sozialdemokratische Partei Finnlands das allgemeine Wahlrecht auf die Fahnen geschrieben. Im April 1905 beriet der Reichstag erneut über die Stimmrechtsfrage, die Reform scheiterte aber auch dieses Mal. Am 29. Oktober 1905 beschloss die Arbeiterschaft einen Generalstreik, der wegen der schwelenden Verfassungskrise auch von konservativen Kreisen mit Wohlwollen betrachtet wurde.
Im November lenkte der politisch geschwächte Zar ein. Er beauftragte den finnischen Senat, ein neues Gesetz auszuarbeiten, das das allgemeine Wahlrecht für Männer vorsehen sollte. Aufgrund der Proteste auf den Straßen und der Haltung der Sozialdemokraten nahm der eingesetzte Ausschuss auch das Frauenwahlrecht in seinen Gesetzentwurf auf. Am 20. Juli 1906 ratifizierte Nikolaus II. das Gesetz. Damit war Finnland das erste Land in Europa – und nach Neuseeland und Australien das dritte weltweit –, in dem das aktive Frauenwahlrecht auf nationaler Ebene eingeführt wurde. Beim passiven Wahlrecht ist Finnlands Spitzenstellung noch deutlicher: Erstmals weltweit wurden Frauen in ein Parlament gewählt. Das Februarmanifest und die auf ihm beruhenden Gesetze wurden aufgehoben und eine Parlamentsreform auf der Grundlage des allgemeinen und gleichen Wahlrechts durchgeführt. Das neue Parlament Finnlands bestand nur noch aus einer Kammer mit 200 Mitgliedern. Das Parlament bekam durch die neue Reichstagsordnung die Form, die es in seinen wesentlichen Zügen bis heute hat. Die Kompetenzen des Parlaments im Verhältnis zum Zaren wurden jedoch nicht erweitert.
Bald begannen konservative Kreise in Russland wieder die Oberhand zu gewinnen. Der neue Ministerpräsident Pjotr Arkadjewitsch Stolypin hatte die Schaffung einer straffen Zentralregierung zum Ziel, dem die Autonomie Finnlands im Wege stand. 1908 setzte Nikolaus II. die Vorschriften des Februarmanifests zum Gesetzgebungsverfahren wieder in Kraft, 1910 beschloss die Duma ein Gesetz, nach dem Finnland Vertreter in das russische Reichsparlament zu entsenden habe. Das finnische Parlament stellte sich den Russifizierungsbemühungen konsequent entgegen. Insbesondere Pehr Evind Svinhufvud, der bis 1912 durchgehend Präsident des Parlaments war, wurde zur Leitfigur des konstitutionalistischen Widerstandes. Das Parlament wurde immer wieder aufgelöst und neu gewählt. Die zweite Russifizierungsphase dauerte bis zum Ausbruch des Ersten Weltkrieges 1914 an und wurde dann von einem weitgehenden Stillstand der finnischen Politik abgelöst.
Aus der Aktivistenbewegung ging nach Kriegsausbruch die sogenannte Jägerbewegung hervor. In der Hoffnung auf eine Kriegsniederlage Russlands nahm die Bewegung mit Deutschland Kontakt auf und entsandte schließlich rund 2000 Freiwillige zur militärischen Ausbildung in das kaiserlich deutsche Heer. Das so gebildete Jägerbataillon wurde teilweise auch an der Front eingesetzt und sammelte so soldatische Erfahrung, die in Finnland sonst kaum anzutreffen war.
Der Krieg wirkte sich auf die Lebensverhältnisse in Finnland zunächst nicht erheblich aus. Finnische Soldaten nahmen an den Kriegshandlungen nicht teil, soweit sie nicht freiwillig der Russischen Armee des Zaren beigetreten waren. Teile der finnischen Wirtschaft konnten durch die Kriegsproduktion und die Befestigungsarbeiten in verschiedenen Teilen des Landes sogar zunächst Zugewinne erzielen. Ende 1916 begann sich die Kriegssituation jedoch erheblich auf die Versorgung Finnlands mit grundlegenden Lebensmitteln auszuwirken.

## Unabhängigkeit und Bürgerkrieg

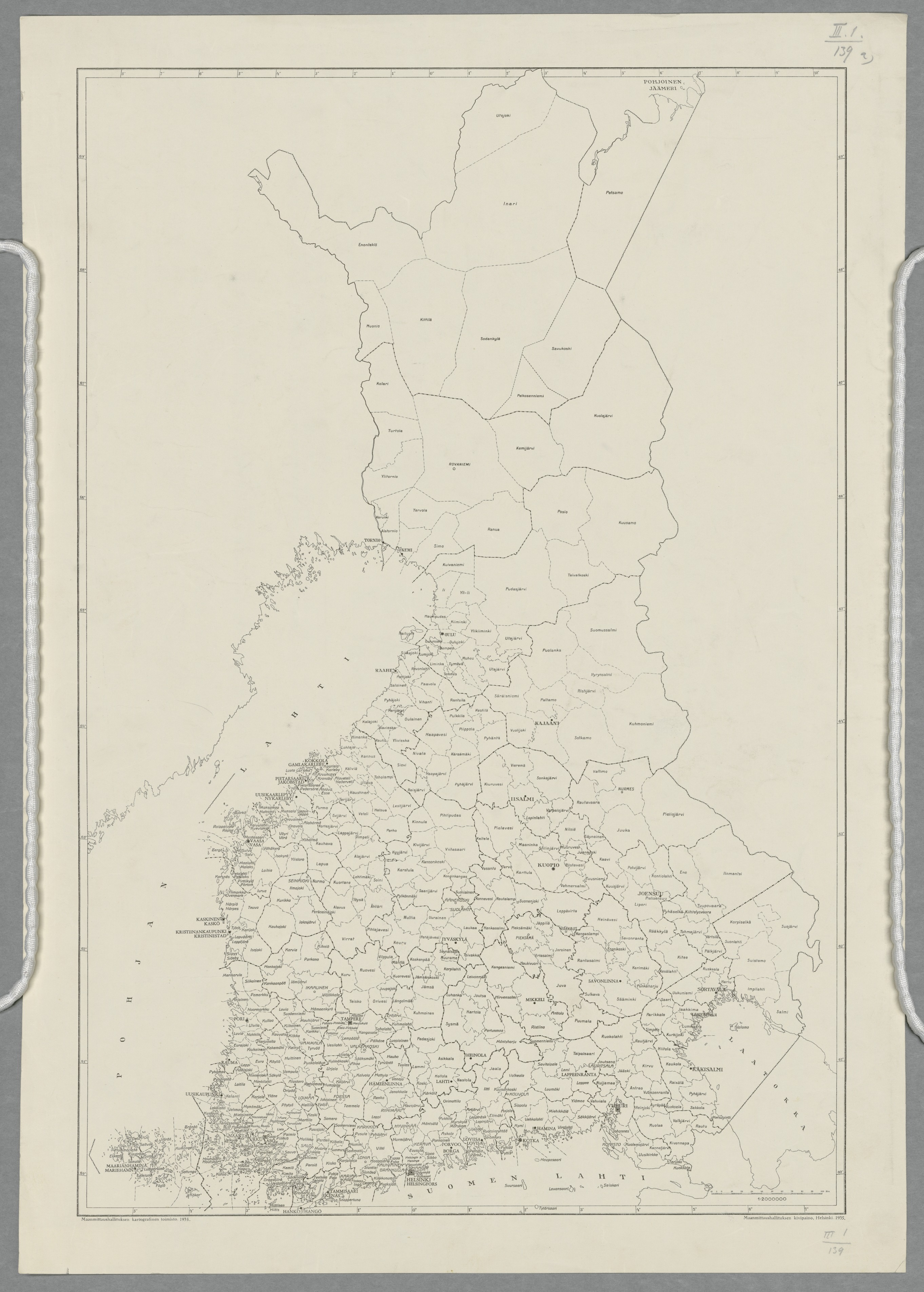
Finnland im Jahr 1935

Infolge der russischen Revolutionen vom Februar und Oktober 1917 proklamierte der Senat am 6. Dezember 1917 die Unabhängigkeit Finnlands von Russland, die von der neuen bolschewistischen Regierung unter Wladimir Iljitsch Lenin am 30. Dezember anerkannt wurde. Gleichzeitig zerfiel die öffentliche Ordnung jedoch fast völlig, und ein sozialistischer Umsturzversuch am 27. Januar 1918 führte zu einem dreimonatigen Bürgerkrieg, aus welchem die bürgerlichen „Weißen“ mit deutscher Unterstützung als Sieger hervorgingen.

### Verfassungskrise nach der Februarrevolution
Nach der russischen Februarrevolution hatte die neue provisorische Regierung Russlands am 20. März 1917 die autonomen Rechte Finnlands wiederhergestellt. Das finnische Parlament, das im Sommer 1916 gewählt worden aber während des Krieges nicht zusammengetreten war, wurde nun einberufen. Die Sozialdemokraten hielten darin mit 103 von 200 Mandaten die absolute Mehrheit. Unter dem Sozialdemokraten Oskari Tokoi wurde dennoch ein Koalitionssenat gebildet.
Einigkeit bestand zwischen allen Parteien darüber, dass Finnland nach dem Wegfall des verfassungsmäßigen Monarchen von Russland unabhängig werden sollte. Versuche des Senates, mit der provisorischen Regierung ein Einvernehmen über eine größere Selbstständigkeit Finnlands herzustellen, scheiterten aber. Die aktivste Rolle im Streben nach Unabhängigkeit spielten zunächst die Sozialdemokraten, denen die russischen Bolschewiki unter Lenin volle Entscheidungsfreiheit und das Recht auf Unabhängigkeit zusagten. Als die Macht der provisorischen Regierung durch einen Aufstand der Bolschewiki ins Wanken geriet, brachten die Sozialdemokraten am 18. Juli 1917 das sogenannte Staatsgesetz (valtalaki) ins Parlament ein, mit dem das Parlament die oberste Macht im Staat von nun an für sich selbst in Anspruch nahm.
Das Staatsgesetz wurde mit großer Mehrheit angenommen, aber die provisorische Regierung, die aus den inneren Unruhen noch einmal als Sieger hervorgegangen war, löste das eigenmächtige finnische Parlament auf. Tokoi und die sozialdemokratischen Senatoren zogen sich daraufhin aus dem Senat zurück, neuer Regierungschef wurde Eemil Nestor Setälä von der Jungfinnischen Partei. Bei den Anfang Oktober abgehaltenen Neuwahlen des Parlaments erlitten die Sozialdemokraten eine Niederlage. Sie kamen nur noch auf 92 Sitze und verloren ihre absolute Mehrheit.
Die Februarrevolution hatte in Finnland den rapiden Verfall der öffentlichen Ordnung zur Folge. Die großen russischen Armeeeinheiten im Lande bildeten wie in Russland Arbeiter- und Soldatenräte, die ab März die Kontrolle über die Armee ausübten. Der Druck der Räte führte auch zum Erliegen der Tätigkeit der Polizei. Die Ordnungsmacht wurde von Milizen der Arbeiterschaft übernommen. Während des Sommers 1917 verschärften sich die sozialen Spannungen drastisch, insbesondere infolge zunehmender Lebensmittelknappheit und Arbeitslosigkeit. Es kam immer wieder zu gewalttätigen Demonstrationen und Auseinandersetzungen. Die Basis der Arbeiterbewegung radikalisierte sich, während die eher gemäßigten Parteiführer zunehmend die Kontrolle über diese verloren. In dieser angeheizten Atmosphäre gründeten bürgerliche Bevölkerungsteile bewaffnete Schutzkorps, während die Arbeiterbewegung sich in ebenfalls bewaffneten Roten Garden organisierte.

### Oktoberrevolution und Unabhängigkeit

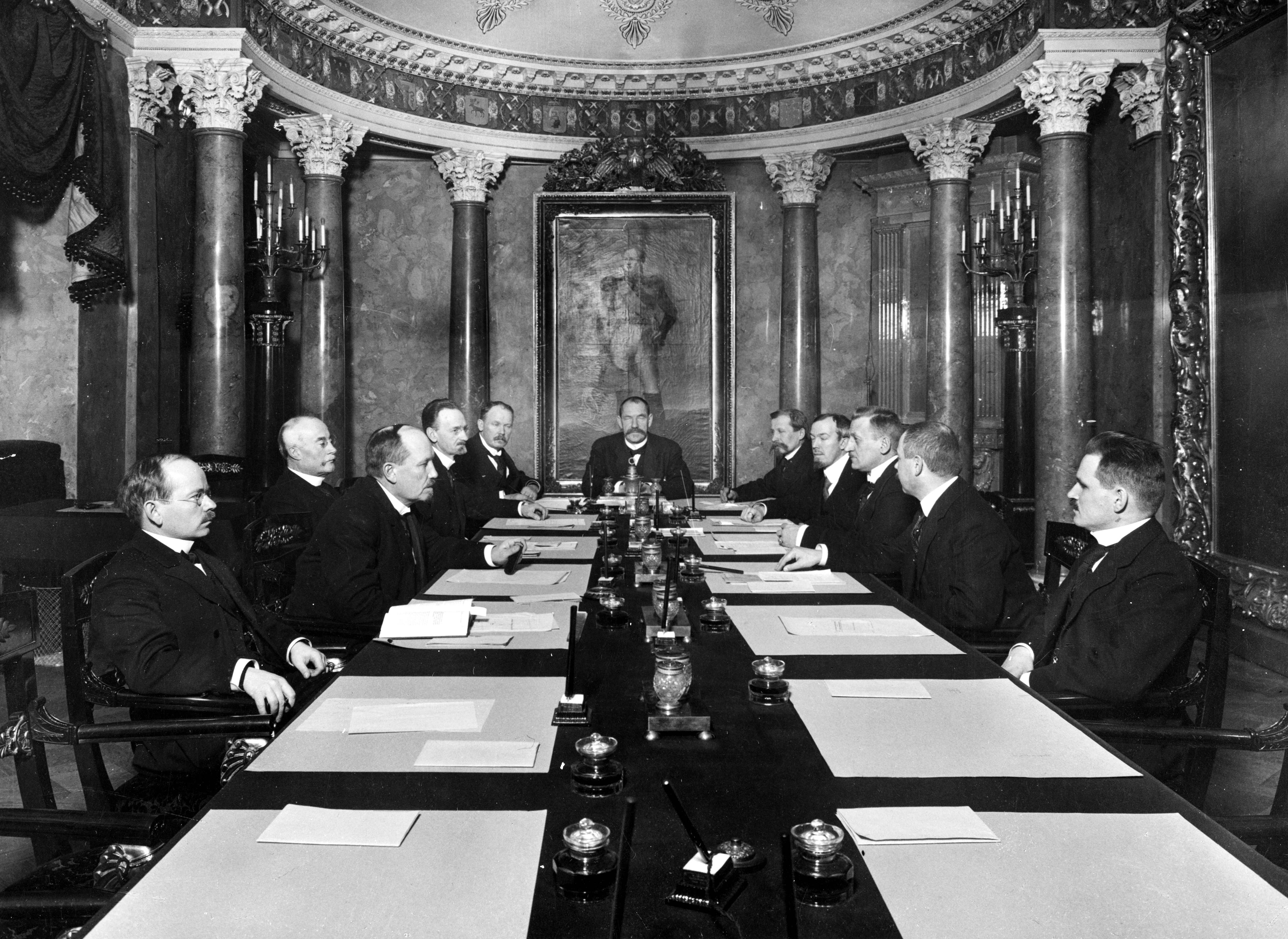
Der am 27. November 1917 eingesetzte sog. Unabhängigkeitssenat P. E. Svinhufvuds

Am 6. November 1917, dem Tag der russischen Oktoberrevolution, übernahmen die Bolschewiki in Petrograd die Macht. Lenin intensivierte seine Bemühungen, auch die finnische Arbeiterbewegung zu einem revolutionären Aufstand zu bewegen. Tatsächlich riefen die Führer der Arbeiterbewegung am 14. November einen Generalstreik aus, der in die Revolution münden sollte. Der Streikaufruf wurde landesweit befolgt, und die Macht im Land wurde in diesen Tagen faktisch von den Roten Garden ausgeübt. Am 20. November beendete das Revolutionäre Komitee wegen der noch unsicher erscheinenden Position Lenins in Russland den Streik. Während dieser Tage kam es landesweit zu zahlreichen Gewalttaten und Morden.
Die bürgerlichen Parteien waren, durch die Geschehnisse des Generalstreiks aufgeschreckt, nunmehr bestrebt, die staatliche Unabhängigkeit möglichst schnell herbeizuführen. Am 27. November wählte das Anfang Oktober gewählte Parlament einen neuen Senat unter dem Vorsitzenden Pehr Evind Svinhufvud. Dieser legte dem Parlament eine formelle Unabhängigkeitserklärung vor, welche am 6. Dezember verabschiedet wurde – nunmehr gegen die Stimmen der Sozialdemokraten. Die Unabhängigkeit wurde von Russlands bolschewistischer Regierung am 4. Januar 1918 anerkannt, gefolgt vom kaiserlichen Deutschland und den skandinavischen Ländern.

### Bürgerkrieg

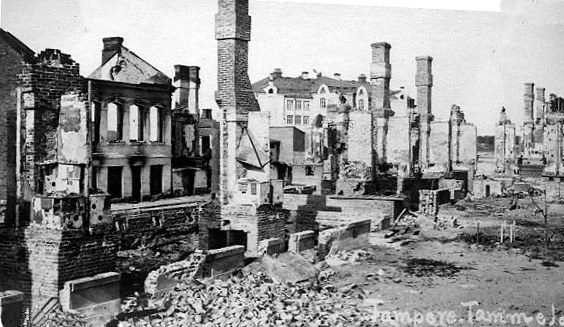
Die vorentscheidende Schlacht des Finnischen Bürgerkrieges tobte in der Stadt Tampere, die im Zuge der Kämpfe in weiten Teilen zerstört wurde.

Die Herstellung der Unabhängigkeit beruhigte die Lage im Land jedoch nicht. Am 12. Januar 1918 beschloss das Parlament die Bildung einer Armee, was die Sozialisten als direkte Maßnahme zur Unterdrückung der Arbeiterklasse auffassten. Zum Befehlshaber der Armee wurde Carl Gustaf Emil Mannerheim berufen, der sich sogleich auf die Entwaffnung der im Land befindlichen russischen Garnisonen vorbereitete. Es wurden Schutzkorps gebildet und am 25. Januar zur regulären Armee der Regierung erklärt. Gleichzeitig bereiteten sich die Sozialisten auf einen Umsturzversuch vor, der am Abend des 27. Januar 1918 begann.
Die revolutionären Roten Garden brachten bis zum 28. Januar den größten Teil Südfinnlands in ihre Gewalt, während die von Vaasa aus operierenden weißen Regierungstruppen sich im Norden behaupten konnten. Die Regierung im roten Finnland übernahm in Helsinki ein Volkskommissariat unter dem Vorsitzenden Kullervo Manner. Der bürgerliche Senat konnte der Verhaftung entgehen, und einige Senatoren flohen nach Vaasa und bildeten dort die Regierung des weißen Finnlands.
Die Front des Bürgerkrieges stabilisierte sich zunächst für einige Wochen; diese Zeit nutzten die Parteien zur Säuberung des eigenen Hinterlandes. Gleichzeitig verschafften sich die Weißen, die durch die aus Deutschland zurückgekehrten Finnischen Jäger wertvolle Verstärkung erhielten, durch systematische Schulung und Einführung der Wehrpflicht einen entscheidenden Vorteil. Mitte März begannen die Weißen mit ihrer Großoffensive zunächst um die Stadt Tampere, welche nach schweren Kämpfen am 6. April eingenommen wurde. Kurz zuvor waren in Hanko an der Südküste deutsche Truppen gelandet, die auf Ersuchen des Senats eine Hilfsexpedition gebildet hatten. Sie nahmen am 13. April Helsinki ein. Die letzten Aufständischen ergaben sich am 5. Mai 1918 in der Region Kymenlaakso.
Zu den Nebenerscheinungen des Krieges gehörten politische Gewalthandlungen beider Seiten und zu seinem Nachspiel eine Hunger- und Seuchentragödie unter den Roten in den Gefangenenlagern, durch welche bedeutend mehr Menschen zu Tode kamen als durch die Kampfhandlungen. Der Krieg hinterließ eine tiefe Spaltung der Gesellschaft und belastete dadurch die Innenpolitik noch über Jahrzehnte.

## Finnland zum Ende des Ersten und im Vorfeld des Zweiten Weltkriegs

### Verfassungsstreit und Entstehung der Republik Finnland
Nach dem Ende des Bürgerkriegs blieben die bürgerlichen Parteien im Parlament zunächst unter sich. Um eine Übergangslösung für die Staatsverfassung zu finden, orientierten sie sich an der Verfassung von 1772 sowie der alten schwedischen Praxis und setzten als Stellvertreter des Königs den bisherigen Senatsvorsitzenden Svinhufvud zum Reichsverweser ein. Regierungschef wurde Juho Kusti Paasikivi. Sowohl Svinhufvud als auch Paasikivi waren entschiedene Monarchisten. Der neue Senat begann mit der Vorbereitung einer neuen, monarchistischen Verfassung. Für diese Richtungsentscheidung sprach neben der staatspolitischen Überzeugung der Protagonisten auch die im Bürgerkrieg geschaffene enge Bindung an Deutschland. Das Königsamt in Finnland sollte der mit der deutschen Kaiserfamilie verschwägerte Prinz Friedrich Karl von Hessen übernehmen.
Die monarchistische Richtung war unter den Parlamentsparteien jedoch umstritten. Insbesondere der Landbund unter Santeri Alkio und Teile der Jungfinnischen Partei, führend unter ihnen Kaarlo Juho Ståhlberg, zählten zum republikanischen Lager. Der Senat legte dem Parlament im Juni den Entwurf für eine monarchistische Verfassung vor, die starke republikanische Opposition verhinderte aber in drei Wahlgängen bis zum August das Zustandekommen der notwendigen Fünfsechstelmehrheit. Daraufhin berief sich der Senat auf die weiterhin gültige Verfassung von 1772 und ließ auf deren Grundlage eine Königswahl durchführen. So wurde Friedrich Karl von Hessen am 9. Oktober 1918 zum König Finnlands gewählt. Zugleich wurde durch ihn sein vierter Sohn Wolfgang zum Kronprinz von Finnland bestimmt.
Der Zusammenbruch der deutschen Kriegführung und die Flucht des Kaisers Wilhelm II. nach der Novemberrevolution am 9. November 1918 entzogen den Plänen jedoch den Boden. Die Orientierung nach Deutschland hin wurde aufgegeben und Gustaf Mannerheim, der im Mai unter anderem wegen seiner kritischen Haltung zu dieser Orientierung seinen Rücktritt eingereicht hatte, zum neuen Reichsverweser eingesetzt. Am 14. Dezember verzichtete der nominierte der deutsche Friedrich Karl offiziell auf seine Krone. Mannerheim gelang es, die Beziehungen zu den Ententemächten zu verbessern. Da Voraussetzung für eine Normalisierung der Außenbeziehungen eine Normalisierung des finnischen Verfassungslebens war, wurden im März 1919 Parlamentswahlen abgehalten, die den republikanischen Parteien eine überwältigende Mehrheit bescherten.
In dieser politischen Lage war es nunmehr offensichtlich, dass die neue Verfassung Finnlands eine republikanische sein würde. Während die Parlamentsmehrheit die Staatsgewalt ganz auf das Parlament konzentrieren wollte, verlangten die Monarchisten ein starkes Staatsoberhaupt. Letztere waren im Parlament stark genug, um die Verabschiedung einer Verfassung substanziell verzögern zu können. Daher wurden ihnen erhebliche Zugeständnisse gemacht. Die am 21. Juni 1919 vom Parlament verabschiedete und am 17. Juli von Mannerheim ausgefertigte Verfassung begründete die Republik Finnland, sah aber einen starken Präsidenten an der Staatsspitze vor, dessen Kompetenzen sich an die früheren Monarchenrechte anlehnten. Zum ersten Präsidenten der Republik wählte das Parlament am 27. Juli 1919 Kaarlo Juho Ståhlberg von der Fortschrittspartei.

### Ostkriegszüge und Frieden von Dorpat
Schon seit dem 19. Jahrhundert hatten Teile der finnischen Nationalbewegung auch über die Schaffung eines Großfinnlands nachgedacht, zu dem auch die von Ostkareliern und anderen von den Finnen als stammverwandt angesehenen Völkern besiedelten Gebiete gehören würden. Nach Erlangung und Sicherung der Unabhängigkeit unternahmen in den Jahren 1918 bis 1920 einige meist von Freiwilligen gebildete, aber vom offiziellen Finnland teils geduldete, teils unterstützte militärische Expeditionen mehrere Kriegszüge in die ostkarelischen Gebiete und nach Petschenga. Die zahlenmäßig schwachen Truppen scheiterten letztlich, unter anderem daran, dass die örtliche Bevölkerung sich nicht in dem erhofften Maße für einen Anschluss an Finnland begeistern ließ.
Die Feindseligkeiten zwischen Finnland und Sowjetrussland wurden im Oktober 1920 durch den Frieden von Dorpat beendet. Russland erkannte Finnland in den Grenzen des alten Großfürstentums an. Zusätzlich erhielt Finnland das Gebiet Petschenga und damit den Zugang zum Nördlichen Eismeer. Der Frieden mit dem Ostnachbarn stabilisierte gleichzeitig die internationale Position Finnlands, das noch im gleichen Jahr in den Völkerbund aufgenommen wurde.

### Tauziehen um die Ålandinseln
Wegen der überwiegend schwedischsprachigen Åland-Inseln geriet die junge Republik in Streit mit Schweden. Da Finnland nicht bereit war, diese Inseln abzutreten, wurde ihnen ein autonomer Status angeboten. Die Einwohner nahmen diesen Vorschlag jedoch nicht an und der Streit um die Inseln wurde vor den Völkerbund gebracht. Dieser entschied, dass Finnland seine Souveränität über die Inseln behalten solle, diese aber eine autonome Provinz bilden sollten. Finnland musste den Einwohnern der Inseln das Recht einräumen, die schwedische Sprache sowie ihre Kultur und Traditionen zu pflegen. Zur gleichen Zeit wurde ein internationaler Vertrag unterzeichnet, der Åland zu neutralem Gebiet erklärte, auf dem keine militärischen Einheiten stationiert werden dürfen.

### Innenpolitische Spannungen und Lapuabewegung
Die Innenpolitik Finnlands war in den 1920er Jahren mit ähnlichen Problemen konfrontiert wie die der Weimarer Republik. Als Ende November 1929 ein kommunistischer Jugendverband durch die westfinnische Kleinstadt Lapua marschierte, nahm das die dortige bürgerliche Bevölkerung zum Anlass, gegen die Sozialisten vorzugehen; es entstand die Lapua-Bewegung. Nachdem am 14. Oktober 1930 Ex-Präsident Ståhlberg zur sowjetischen Grenze deportiert worden war, distanzierten sich jedoch die konservativen Kräfte von der Bewegung. Ein Putschversuch im März 1932 scheiterte, da sich die Armee der Lapua-Bewegung nicht anschloss. Nach der Verurteilung ihrer Anführer zu kurzen Haftstrafen wurde im April 1932 die faschistische Vaterländische Volksbewegung (IKL) gegründet, die allerdings nur noch eine untergeordnete Rolle spielte.

## Finnland im Zweiten Weltkrieg

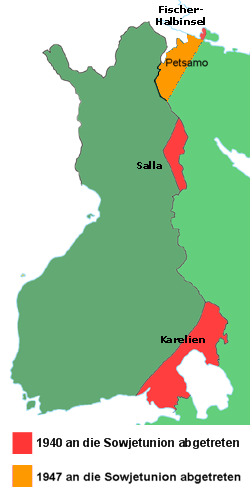
Finnische Gebietsverluste im Frieden von Moskau (1940) und im Frieden von Paris (1947)

Ein Nichtangriffspakt (unterzeichnet am 21. Januar 1932 in Helsinki) änderte nichts daran, dass Finnland 1939 von der Sowjetunion überfallen wurde. Grund war das am 23. August 1939 vereinbarte geheime Zusatzprotokoll im Hitler-Stalin Pakt worin „für den Fall einer territorial-politischen Umgestaltung“ der größte Teil Polens sowie Litauen der deutschen Interessensphäre zugeteilt wird und Ostpolen, Finnland, Estland, Lettland und Bessarabien der sowjetischen zugeteilt wird.
Im Oktober 1939 verlangte die Sowjetunion die Abtretung eines kleinen Landstreifens um den Ort Koivisto, wodurch das Hinterland Leningrads vergrößert werden sollte, sowie eines Flottenstützpunktes an der Südküste Finnlands. Die Finnen lehnten aus Angst vor weiteren Forderungen ab, sodass Stalin zur Gewalt griff. Die russische Artillerie beschoss das auf eigenem Gebiet liegende Dorf Mainila (russisch Майнило) und beschuldigte Finnland der Aggression (Mainila-Zwischenfall). Am 30. November überschritten sowjetische Truppen die Grenze, der sogenannte „Winterkrieg“ begann.
Bereits am 1. Dezember ließ Stalin im eroberten Grenzort Terijoki (heute Selenogorsk) eine finnische Gegenregierung („Finnische Volksregierung“) unter dem ehemaligen Führer der KP Finnlands Otto Wille Kuusinen bilden, die im Namen der Finnischen Demokratischen Republik am 2. Dezember 1939 einen fiktiven Friedensvertrag, der einen „Gebietsaustausch“ mit der Sowjetunion vorsah, unterzeichnete. Das verstärkte jedoch den Widerstandswillen der Finnen, die nun die völlige Einverleibung in die Sowjetunion fürchteten. Unter großen Anstrengungen wurde der russische Ansturm gestoppt. Auch hoffte man auf Unterstützung aus dem Westen. Der Völkerbund erklärte die Sowjetunion zum Aggressor und schloss sie aus (das war sein letzter Amtsakt).
Im Februar 1940 durchbrachen sowjetische Truppen die Mannerheim-Linie im Abschnitt Wyborg; die Finnen bemühten sich um einen Waffenstillstand. Stalin hatte der Regierung Kuusinen inzwischen die Teilnahme an den Verhandlungen versagt und war zum Frieden bereit, offenbar weil er befürchtete, durch ein angekündigtes britisch-französisches Expeditionskorps in den Weltkrieg hineingezogen zu werden. Im Frieden von Moskau (unterschrieben am 12. März 1940; ratifiziert am 21. März 1940) wurde der Winterkrieg beendet und Finnland musste territoriale Einbußen (Finnisch-Karelien, Salla, Fischerhalbinsel) hinnehmen. Die Stadt Hanko an der Südküste musste als Flottenstützpunkt an die Sowjetunion verpachtet werden. Im Gegenzug wurde von sowjetischer Seite die finnische Gegenregierung aufgelöst, Kuusinen wurde Chef der neugebildeten Karelo-Finnischen SSR.
Rund 400.000 Finnen wurden durch die Gebietsabtretungen zu Binnenvertriebenen, und das Land verlor rund 13 % seines Nationalvermögens. Bereits vor dem Krieg hatte sich mit der Bejahung der Landesverteidigung durch die Sozialdemokratische Partei Finnlands eine Überwindung der Bruchlinien aus dem Bürgerkrieg zwischen sozialdemokratischen und bürgerlichen Kräften abgezeichnet. Diese Entwicklung mündete in einer Kooperationsvereinbarung zwischen den Arbeitgeberverbänden und den Gewerkschaften im Januar 1940.
Die Sowjetunion versuchte Finnland nach dem Winterkrieg durch einen gegenseitigen Beistandspakt mit der Zusicherung einer Nichteinmischung in die inneren Angelegenheiten des Landes zu neutralisieren und stellte Forderungen nach exklusiven Schürfrechten in den Nickelvorkommen von Petsamo. Ab August 1940 erachtete die sowjetische Führung diese Strategie als gescheitert, bereitete Pläne für einen erneuten Angriff vor und wies das NKWD an, in Finnland ein sowjetisches Agentennetz aufzubauen. Die politische Führung mit dem Premierminister und späteren Präsidenten Risto Ryti, mit Mannerheim und mit dem Verteidigungsminister General Karl Rudolf Walden suchte eine Anlehnung an Deutschland und ließ ab September 1940 den Transit deutscher Truppen nach Nordnorwegen durch Finnland zu. Finnland wurde von der deutschen Führung im Vorfeld über den Überfall auf die UdSSR unterrichtet und nahm an dem Krieg gegen die Sowjetunion im sogenannten  Fortsetzungskrieg teil. Innenpolitisch versuchte man die Diktion aufrechtzuerhalten, man führe zusammen mit Deutschland einen begrenzten Krieg mit dem Ziel zur Wiedergewinnung der finnischen Territorien. Finnland mobilisierte in diesem Krieg 16 % der Bevölkerung in seinen Streitkräften und im Zivilschutz.
Bereits ab August 1940 war Deutschland in Nordfinnland mit einer Division zugegen, um die Furcht der Finnen vor einem sowjetischen Angriff zu beruhigen. Nach Deutschlands Angriff auf die Sowjetunion (ab 22. Juni 1941) warfen Flugzeuge der sowjetischen Luftwaffe Bomben auf finnische Städte.
Während des Fortsetzungskriegs besetzte Finnland das sowjetische Ostkarelien bis zum Onegasee. Die Annexion diese Gebietes diente als Rechtfertigung für den Krieg und war ein Ziel der politischen Führung Finnlands. In den besetzten Gebieten blieben nach der Evakuierung durch die Sowjets rund 85.000 Menschen, mehrheitlich Frauen, Kinder und kriegsuntaugliche Ältere. Etwa die Hälfte der verbliebenen Sowjetbürger waren Finnischstämmige. 25.000 Nichtfinnen aus den besetzten Gebieten wurden in Lagern interniert. Davon starben rund 3.000 an Hunger. Mit der sich abzeichnenden Niederlage Deutschlands kam die finnische Regierung zu dem Schluss, dass die eroberten Gebiete nicht gehalten werden konnten und fasste das Ziel, Finnland in einem Separatfrieden in den Grenzen von 1940 als unabhängigen Staat zu bewahren.
Am 26. Juni 1944 ging der finnische Präsident Risto Ryti im sogenannten Ryti-Ribbentrop-Abkommen privat ein formales Militärbündnis mit dem Deutschen Reich auf Druck Ribbentrops ein. Ryti trat am 31. Juli von seinem Amt zurück, wodurch diese Vereinbarung hinfällig wurde.
Am 19. September 1944 schloss Finnland mit der Sowjetunion einen separaten Waffenstillstand und verpflichtete sich dabei, die deutsche Wehrmacht mit Waffengewalt aus Nordfinnland zu vertreiben, was im Lapplandkrieg 1944/1945 erfolgte.
Im Frieden von Paris (1947) musste Finnland auch noch das im Oktober 1944 zurückeroberte Gebiet um Petsamo und damit den eisfreien Hafen, der den einzigen Zugang zum Nordmeer darstellte, an die Sowjetunion abtreten. Anstelle Hankos musste jetzt Porkkala (nur etwa 30 km westlich von Helsinki) als Stützpunkt an die Sowjetunion verpachtet werden. 1955 gab die Sowjetunion Porkkala an Finnland zurück.
Finnland schaffte es als einziger Verbündeter Deutschlands und zugleich als einziger Nachbarstaat der Sowjetunion, seine Unabhängigkeit und demokratische Verfassung zu erhalten. Es wurde aber weit mehr bestraft als andere deutsche Alliierte, hatte sehr hohe Reparationen zu zahlen, ein Achtel der Bevölkerung wurde umgesiedelt und ein Zehntel seines Territoriums ging verloren, einschließlich des industriellen Kerngebietes um Wyborg. Infolgedessen wurde in Finnland eine erfolgreiche Landreform durchgeführt und die Industrialisierung in anderen Landesteilen beschleunigt.

## Finnland in der Zeit des Kalten Krieges
Finnland behielt während des Kalten Krieges seine demokratische Verfassung und marktwirtschaftliche Wirtschaftsstruktur. 1947 und 1948 wurden Verträge mit der Sowjetunion geschlossen, die Rechte und Pflichten sowie territoriale Zugeständnisse regelten. Beide Verträge wurden von Finnland nach der Auflösung der Sowjetunion 1991 für nichtig erklärt, die Grenzen blieben aber unberührt. Obwohl die Nachbarschaft zur mächtigen Sowjetunion manchmal zu extremer Vorsicht in der Außenpolitik führte (siehe den von deutschen Politikern geprägten Begriff Finnlandisierung), entwickelte Finnland enge Beziehungen zu den skandinavischen Ländern und erklärte mehrfach seine Neutralität in Bezug auf die Politik der beiden Supermächte.
Vor allem die Außenpolitik gegenüber der Sowjetunion war ein ständiger Drahtseilakt. Immer wieder gab es Versuche seitens der Sowjetunion, Finnland in das kommunistische System des Ostens einzubinden, jedoch wehrte man sich dagegen mit allen Mitteln. So war Finnland zum Beispiel im Mai 1955 zum Treffen der Ostblockstaaten in Warschau geladen, wo schließlich die Teilnehmer den Warschauer Pakt gründeten. Die finnische Führung hielt sich aber unter einem Vorwand von diesem Treffen fern, da sich die Gründung eines solchen Militärbündnisses aufgrund der Aufnahme Westdeutschlands in die NATO bereits abzeichnete.
1952 vereinbarten Finnland und die anderen Mitgliedsstaaten des Nordischen Rates Freizügigkeit für ihre Bürger. Viele Finnen nutzten diese Freizügigkeit, um besser bezahlte Arbeitsplätze in Schweden zu erhalten, und bildeten damit die erste Welle schwedischer Arbeitsimmigranten nach dem Zweiten Weltkrieg. Obwohl der finnische Lebensstandard bis in die 1980er Jahre hinein nicht mit demjenigen im wohlhabenden Schweden konkurrieren konnte, überwand die finnische Wirtschaft den Rückschlag nach dem Zweiten Weltkrieg bemerkenswert schnell, was später zum Aufbau eines weiteren Wohlfahrtsstaats nach nordischem Muster und zum heutigen wirtschaftlichen Erfolg Finnlands führte.
Finnland wurde 1961 Assoziativmitglied der europäischen Freihandelszone und 1986 Vollmitglied. Das Handelsabkommen mit der EFTA wurde durch ein weiteres mit den Ostblockstaaten ergänzt. Finnland wurde Beobachter des RGW, zahlreiche finnische Arbeitslose fanden Pendlerjobs in der Sowjetunion. Die erste Konferenz über Sicherheit und Zusammenarbeit in Europa, die später zur Gründung der OSZE führte, fand von 1973 bis 1975 in Helsinki. In Finnland wurde diese Konferenz als Möglichkeit gesehen, die Spannungen des Kalten Krieges abzubauen, außerdem war sie ein persönlicher Triumph für Präsident Urho Kekkonen, welcher wie kein anderes Staatsoberhaupt vor oder nach ihm die finnische Politik in allen Belangen für 20 Jahre dominierte.

## Finnland in der postsowjetischen Ära
Die finnische Wirtschaft war jahrzehntelang eng mit der sowjetischen verknüpft. Daher hatte der Zerfall der Sowjetunion Anfang der 1990er Jahre erhebliche negative Folgen. Das Land durchlief eine schwere Wirtschaftskrise. Zeitweilig waren bis zu 20 % der Erwerbstätigen arbeitslos. Finnland erholte sich jedoch bald wieder von dieser Krise. In der zweiten Hälfte der 1990er Jahre konnte Finnland die Arbeitslosigkeit halbieren und sein Budget sanieren.
Am 16. Oktober 1994 fand eine Volksabstimmung über den EU-Beitritt des Landes, dem 56,9 % der Wähler zustimmten. Zusammen mit Österreich und Schweden trat Finnland am 1. Januar 1995 der Europäischen Union bei. Dank seiner wirtschaftlichen Erholung konnte das Land am Ende des Jahrzehnts auch die Maastricht-Kriterien für die Einführung des Euro erfüllen. Es gehörte daher zu den 14 Gründungsmitgliedern der europäischen Gemeinschaftswährung. Das neue Zahlungsmittel löste die Finnische Mark am 1. Januar 1999 als Buchungswährung und am 1. Januar 2002 als Bargeld ab.
Am 1. März 2000 trat mit Tarja Halonen erstmals in der Geschichte des Landes eine Frau das Amt als Staatsoberhaupt Finnlands an. Sie wurde am 29. Januar 2006 für weitere sechs Jahre wiedergewählt. Am 5. Februar 2012 gewann Sauli Niinistö die Präsidentschaftswahl. Er trat das Amt am 1. März 2012 an und wurde bei der Wahl am 28. Januar 2018 mit 62,7 Prozent der Stimmen wiedergewählt.
Nach der Parlamentswahl am 14. April 2019 bildeten fünf Parteien eine Mitte-links-Koalition. Diese wählte Antti Rinne zum Ministerpräsidenten und nach seinem Rücktritt Sanna Marin als seine Nachfolgerin. Bei ihrer Ernennung war sie nicht nur die jüngste Ministerpräsidentin Finnlands, sondern auch die jüngste Regierungschefin weltweit.
Finnland hielt im Militärischen seine Neutralitätspolitik gegenüber Russland als dem Nachfolgestaat der UdSSR auch nach dem Beitritt zur EU aufrecht. Diese Politik wurde stets von einer klaren Mehrheit der Bevölkerung unterstützt, was sich aber  nach dem Beginn des Überfall Russlands auf die Ukraine am 24. Februar 2022 änderte. Die Missachtung der Unverletzlichkeit der Staatsgrenzen durch Russland führte dazu, dass schon bald danach etwa zwei Drittel der Bevölkerung einen Antrag auf Beitritt Finnlands zur NATO befürworteten. Nach Regierungskonsultationen mit Schweden, wo sich eine ähnliche Entwicklung abzeichnete, sprachen sich Präsident Niinistö und Ministerpräsidentin Marin am 9. Mai 2022 dafür aus, unverzüglich einen Antrag auf Mitgliedschaft in der NATO zu stellen. Am 4. April 2023 wurde Finnland als 31. Mitglied in die NATO aufgenommen.
Am 11. Februar 2024 gewann Alexander Stubb die Präsidentschaftswahl. Er trat das Amt am 1. März 2024 an.

### Überblickswerke
- Ingrid Bohn: Finnland. Von den Anfängen bis zur Gegenwart. Pustet, Regensburg 2005, ISBN 3-7917-1910-6.
- Lars Elenius (Hrsg.): Nordiska Gränser i historien. Linjer och rum, konstruktion och dekonstruktion. Joensuu 2014, ISBN 978-952-5934-59-5.
- Anssi Halmesvirta (Hrsg.): Land unter dem Nordlicht. Eine Kulturgeschichte Finnlands. Primus, Darmstadt 2013, ISBN 978-3-86312-359-8.
- Edgar Hösch: Kleine Geschichte Finnlands. Beck, München 2009, ISBN 978-3-406-58455-8.
- Eino Jutikkala, Kauko Pirinen: Geschichte Finnlands (= Kröners Taschenausgabe. Band 365). Aus dem Finnischen von Annemarie von Harlem. 2., überarbeitete Auflage. Kröner, Stuttgart 1976, ISBN 3-520-36502-2.
- David Kirby: A Concise History of Finland. Cambridge 2006.
- Jorma Koivulehto, Hans-Peter Schulz: Finnland. In: Reallexikon der Germanischen Altertumskunde (RGA). 2. Auflage. Band 9, Walter de Gruyter, Berlin/New York 1995, ISBN 3-11-014642-8, S. 77–107.
- Jason Lavery: The History of Finland. Greenwood Press, Westport 2006, ISBN 0-313-32837-4.
- Henrik Meinander: Finnlands Geschichte. Linien, Strukturen, Wendpunkte. Scoventa, Bad Vilbel 2017, ISBN 978-3-942073-45-5.
- Veijo Meri: Beneath the Polar Star. Glimpses of Finnish History. Aus dem Finnischen übersetzt von Philip Binham. Otava, Helsinki 1999, ISBN 951-1-16091-5.

### Urgeschichte
- Alfred Hackman: Die Ältere Eisenzeit in Finnland. Die Funde aus den fünf ersten Jahrhunderten n. Chr. Unikum, 2013.

### Neuzeit
- Edgar Hösch: Finnland-Studien, 3 Bde., Harrassowitz, Wiesbaden 1990.
- Osmo Jussila, Seppo Hentilä, Jukka Nevakivi: Politische Geschichte Finnlands seit 1809: vom Großfürstentum zur Europäischen Union. Berlin 1999, ISBN 3-87061-833-7 (Suomen poliittinen historia 1809–1995, Übersetzungen in mehrere Sprachen).

### Jüngste Geschichte
- Nikolas Dörr: Die Deutsch-Finnischen Beziehungen 1933–1945. In: Jarosław Suchoples, Manfred Kerner (Hrsg.): Skandinavien, Polen und die Länder der östlichen Ostsee. Vergangenheit, Gegenwart, Zukunft. (= Acta Universitatis Wratislaviensis. 2719). Wydawnictwo Uniwersytetu Wrocławskiego, Wrocław (Breslauer Universitäts-Verlag), 2005, ISBN 83-229-2637-5, S. 13–45.
- Dörte Putensen: Im Konfliktfeld zwischen Ost und West. Finnland, der Kalte Krieg und die deutsche Frage (1947–1973). (= Schriftenreihe der Deutsch-Finnischen Gesellschaft e. V. Bd. 3). Berlin-Verlag, Berlin 2000, ISBN 3-8305-0054-8.
- Oula Silvennoinen: Geheime Waffenbrüderschaft. Die sicherheitspolizeiliche Zusammenarbeit zwischen Finnland und Deutschland 1933–1944. WBG, Darmstadt 2010, ISBN 978-3-534-23637-4.[21] (vgl. Rezension)